# Мерчендайзер
Мерченда́йзер, мерчанда́йзер (від англ. merchandiser — «торговець») — відповідальний працівник фірми (магазину), котрий відповідає за розміщення товарів на торгових полицях, установку спеціального торгового обладнання (холодильників, додаткових вітрин тощо), матеріалів рекламно-інформаційного призначення, що покликані стимулювати збут товару, сприяти просуванню бренду.
Мерчендайзери зазвичай представляють певну торгову компанію у великих торгових мережах (супер- і гіпермаркетах).
З точки зору кар'єри посаду мерчендайзера розцінюють як стартову позицію. Наступна кар'єрна сходинка в тому ж професійному напрямку — супервайзер.

## Коротка історія
В Україні професія мерчендайзера почала з'являтися лише 15-20 років тому. Разом з тим, в США ця професія з'явилася на початку 30-х років XX століття, під час Великої депресії. Активне її поширення почалося після масової появи на ринку супер- та гіпермаркетів, де обсяги купівлі-продажу набирали величезних масштабів, тобто в середині 70-х років.

Прийнято вважати, що піонерами цього процесу були Pepsi і Coca-Cola. Власне вони і почали залучати до роботи у своїх мережах фахівців, які повинні були розміщувати товар особливим чином і з таким розрахунком, щоб це сприяло зацікавленості потенційних покупців і зростанню обсягів збуту їхньої продукції. Економічна історія XX століття доводить, що актуальність професії мерчендайзера зростає особливо в часи депресій та економічної кризи, коли купівельна спроможність споживачів падає і виникає необхідність у стимулюванні млявого попиту на товари чи послуги.

## Обов'язки мерчендайзера
Основне функціональне завдання мерчендайзера полягає у забезпеченні відповідного і максимального повного асортименту продукції компанії (фірми) на полицях магазину а також розміщення товарів у місцях, найсприятливіших для покупки.
Крім того, мерчендайзер відповідає за:
- нарощування поличного сегменту свого товару;
- розміщення (викладку) товару згідно з корпоративною планограмою;
- розміщення POS-матеріалу;
- допомогу в організації промоакцій популяризації товарних брендів;
- підтримку необхідного торгового запасу;
- формування замовлень;
- коригування роздрібних цін на товар;
- аудит цін, часток полиць і промоакцій конкурентів;
- вирішення локальних проблем в точці продажу;
- розміщення товару на промодисплеях;
- підтримання товарного виду пакування;
- підтримання позитивного іміджу торгової марки (бренду).

## Спеціалізації мерчендайзерів
- мобільний (візитний) мерчендайзер, впродовж робочого дня відвідує кілька магазинів, послідовно переходячи з одного в інший;
- стаціонарний мерчендайзер — виконує усі свої функції на одному робочому місці, в одному магазині;
- універсальний (гібридний) мерчендайзер — працівник із плаваючим графіком роботи і може почергово працювати у якості мобільного або стаціонарного мерчендайзера, залежно від поточної потреби.